# Raquel de la Morena
Raquel de la Morena (Talavera de la Reina, provincia de Toledo, 2 de agosto de 1975) es una divulgadora cultural, periodista y escritora de literatura romántica y de literatura infantil y juvenil, ganadora del V Premio Titania con la novela ¿Quién diablos eres?, autora de El corazón de la banshee y coautora, entre otros títulos, de Zen y La maldición de Trefoil House.

## Biografía
Se licenció en Periodismo por la Universidad Complutense en 1998 y pasó por las redacciones de la Cadena SER, la Cadena COPE, Europa Press y las revistas DT y NOX. Ejerció como redactora y editora en la revista Muy Interesante hasta 2021.
En 2009 publica su primera obra, Perdidos en el tiempo, escrita junto a su marido, el también periodista y escritor Pedro Estrada. Le siguen Misión bajo cero y Desafío Ninja. En 2011 publica el primer volumen de la colección juvenil Peliculibros 3D, titulado Monstruos en Acción, escrito a cuatro manos con Pedro Estrada, que alcanza la quinta edición. En mayo de 2012 publica el segundo título de Peliculibros 3D: Odisea Espacial, al que siguen Magos y Dragones y La Gran Aventura.
En 2017 publica, con la editorial Naufragio de Letras, La maldición de Trefoil House, una novela-espejo de temática sobrenatural dirigida al público joven adulto y, gracias a ella, fue finalista en la categoría de Mejor Autor a Cuatro Manos en los Premios Avenida de los Libros 2017.
Su primera novela romántica fue El corazón de la banshee, publicada por la editorial Libros de Seda en 2018, y por ella fue elegida Mejor Autora Revelación Nacional por la revista especializada 'RomanTica'S'. En los Premios Rincón Romántico 2018, esta novela fue escogida como Mejor Novela Clean Romance Nacional.
En noviembre de 2018 gana el V Premio Titania de novela romántica con su obra '¿Quién diablos eres?', publicada en 2019. Esta obra fue elegida Mejor Novela Paranormal/Fantasía Nacional en los Premios Rincón Romántico 2019.
En 2019 fue elegida Mejor Autor/Autora Nacional en los premios organizados por la revista de literatura juvenil 'La Avenida de los Libros'.
En 2020 publica Zen, una nueva novela joven-adulto escrita a cuatro manos con Pedro Estrada.
Sus obras han sido traducidas al chino, al turco y al catalán.

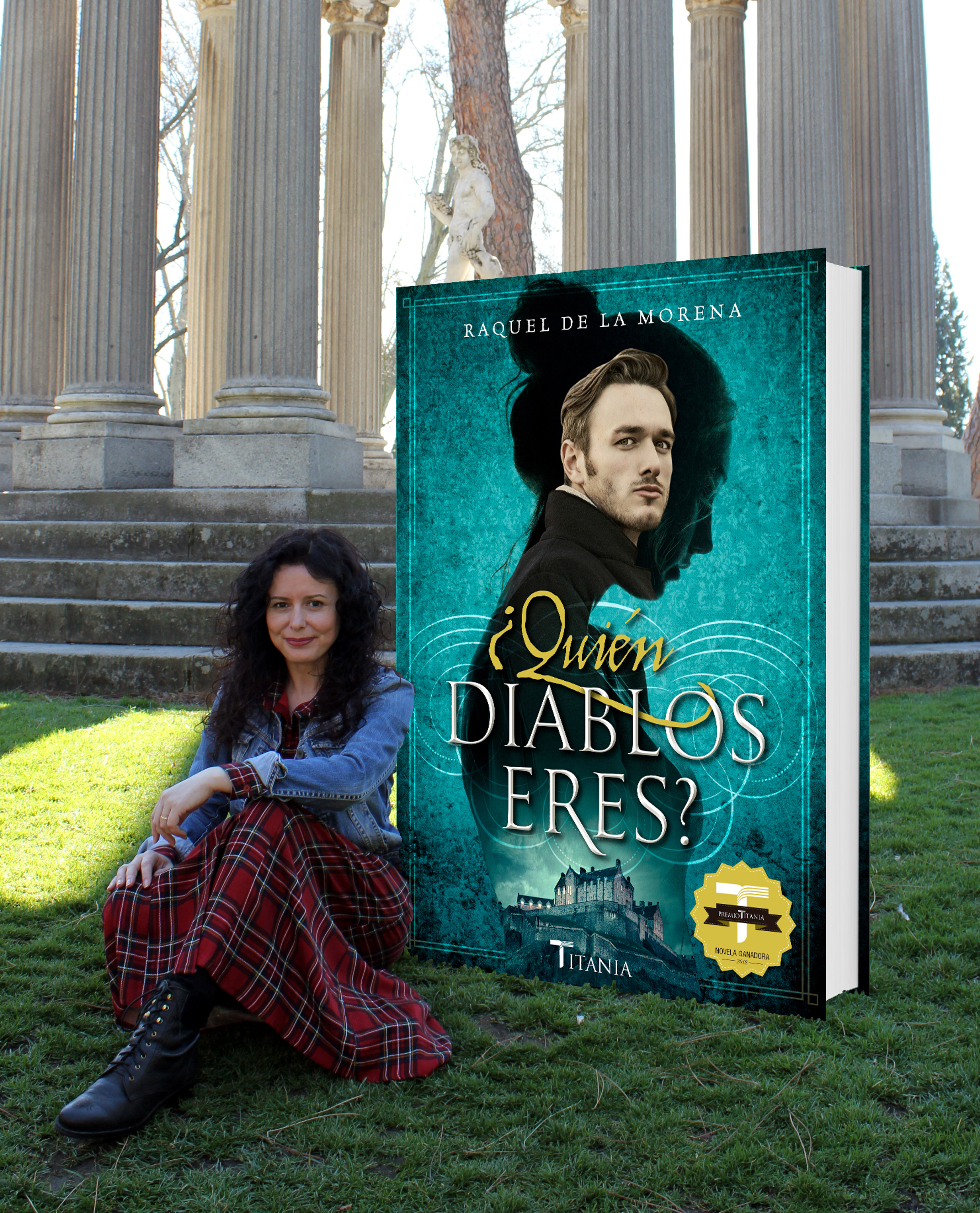

## Obras
- 2020: Zen
- 2019: ¿Quién diablos eres? (Ganadora del V Premio Titania)
- 2018: El corazón de la banshee.
- 2017: La maldición de Trefoil House.
- 2014: Peliculibros 3D 4: La Gran Aventura.
- 2012: Peliculibros 3D 3: Magos y Dragones.
- 2012: Peliculibros 3D 2: Odisea Espacial.
- 2011: Peliculibros 3D 1: Monstruos en Acción.
- 2011: Desafío ninja.
- 2009: Misión bajo cero.
- 2009: Perdidos en el tiempo.